# Idriss al-Amraoui
Muhammad ibn Idriss Id ibn al-Amraoui era un emisario marroquí que, al servicio del sultán Mohamed IV (1859-1873) visitó París en 1860 y España en 1861. Se maravilló ante avances técnicos como el telégrafo y el ferrocarril, pero se quejó de la, desde su punto de vista, libertad escandalosa de las mujeres francesas en un libro sobre su viaje (Le Paradis des femmes et l'enfer des chevaux).
Fue hermano del consejero marroquí Abd ar-Rahmán ibn Idriss al-Amraoui. 